# Moss
Moss è un comune e una città della contea di Østfold in Norvegia. Ha ricevuto lo status di città nel 1720.

## Geografia fisica
Moss si trova nella parte sudorientale del paese, sulla riva orientale del fiordo di Oslo a metà strada tra la Svezia e la capitale norvegese. L'agglomerato urbano si sviluppa tra la terraferma e l'isola di Jeløya che originariamente era una penisola divisa però dal continente nel 1856 da un canale.

## Storia
La città venne fondata nel XVIII secolo per la sua posizione favorevole sul fiordo di Oslo e successivamente si sviluppò grazie alla possibilità di produrre energia idroelettrica. Moss è un luogo storico per la Norvegia perché qui il 14 agosto 1814 fu firmata la convenzione che poneva il paese in unione con la Svezia. Attualmente Moss è un importante centro per il settore del commercio e dei servizi.

## Economia
Qui ha sede la celebre fabbrica di abbigliamento sportivo Helly Hansen.

## Amministrazione

### Gemellaggi
Moss è gemellata con:
- Karlstad
- Horsens
- Nokia
- Blönduós
- Velikij Novgorod
- Virginia Beach
- Aguacatán